# Ил Содома
Ђовани Антонио Баци, Ил Содома (итал. Giovanni Antonio Bazzi – de' Bazzi, Il Sodoma; Верчели, 1477 – Сијена, 14/15. фебруара 1549) био је италијански ренесансни сликар. У његовом стилу је примјетна транзиција из високе ренесансе у маниризам. Содома је био посебно обдарен да сугерише сензуалност форме људског тијела и такође мистични емоционализам који антиципира један од аспеката барока. 
Содома је био син обућара. У периоду између 1490 и 1497, био је ученик у радионици Спанцотија, али је убрзо пао под Леонардов утицај а нешто касније и утицај Рафаела чије је дјело било одлучујуће за формирање његовог зрелог стила. Содома је позван да ради у Сијени 1501. године и са малим прекидима ту је провео највећи дио свог стваралачког вијека. Између 1503. и 1504. насликао је више фрески за манастир Санта Ана у Кампрени, међу којима се истиче Чудо хљебова и риба и неке сцене из живота св. Ане. Затим је насликао двадестеак сцена из живота Сан Бенедикта, серије коју је започео Лука Сињорели за манастир Монте Оливето Мађоре у близини Сијене. 